# Franco Cacciatori
Franco Cacciatori (Carrara, 19 ottobre 1940) è un ex calciatore italiano, di ruolo portiere.

## Biografia
È il padre della pallavolista Maurizia.

## Carriera
Nella stagione 1958-1959 esordisce in prima squadra con la Carrarese, squadra della sua città natale, giocando 13 partite in Interregionale; nella stagione 1959-1960, conclusa dai toscani con una retrocessione, gioca stabilmente da titolare collezionando 32 presenze in Serie D. A fine anno passa al Monza, società di Serie B con cui rimane per due annate consecutive, 1960-1961 e 1961-1962, facendo da riserva a Vincenzo Rigamonti; nell'arco del biennio in Lombardia gioca in totale 3 partite fra i cadetti, 2 nel campionato 1960-1961 e una nel campionato 1961-1962.
Nell'estate 1962 si trasferisce al Pisa, con cui nella stagione 1962-1963 disputa 26 partite nel campionato di Serie C; è stabilmente titolare anche nell'annata 1963-1964, nella quale gioca 31 partite contribuendo al terzo posto dei nerazzurri nel proprio girone della Serie C. Nella stagione 1964-1965, chiusa dai toscani con la promozione in Serie B a seguito della vittoria del campionato, si alterna fra i pali con Ennio Ceschia, totalizzando 15 presenze con i pisani, che a fine anno lascia per fare ritorno dopo un lustro alla Carrarese, con la cui maglia nell'annata 1965-1966 gioca 19 partite in Serie C.
Nel 1966 viene ceduto al Perugia, club con cui gioca quattro tornei consecutivi fino al 1970; nella stagione 1966-1967 gioca 33 delle 34 partite di Serie C, vincendo per la seconda volta in carriera il campionato di terza serie. Nell'annata 1967-1968 è titolare in Serie B, torneo nel quale disputa 26 partite; gioca quindi in seconda serie con i grifoni anche nelle stagioni 1968-1969 e 1969-1970, chiuse rispettivamente con 12 e 10 presenze in campionato, alternandosi dapprima con Giuseppe Valsecchi e poi con Claudio Mantovani.
Nel 1970, dopo quattro anni in Umbria fa ritorno al Pisa, società che aveva lasciato nel 1965: nella stagione 1970-1971 disputa 12 partite del campionato di Serie B con i nerazzurri, che a fine anno retrocedono in Serie C e con i quali Cacciatori gioca in totale 84 partite. Nell'annata 1971-1972 gioca 2 partite in Serie C con il Del Duca Ascoli, partecipando da comprimario alla promozione marchigiana in Serie B, mentre nel 1973-1974 torna per la terza volta in carriera a difendere la porta della Carrarese, con cui disputa ulteriori 12 partite in Serie D, per totali 76 presenze in campionato con la squadra gialloblù. Termina la carriera nella stagione 1974-1975 giocando 22 partite in Serie D con la neopromossa Sarzanese.
In carriera ha giocato complessivamente 63 partite in Serie B, 126 in Serie C e 81 in Serie D.

## Palmarès
- Campionato italiano Serie C: 3

Pisa: 1964-1965 (girone B)
Perugia: 1966-1967 (girone B)
Ascoli: 1971-1972 (girone B)